# Winterthurer Zeitung
Die Winterthurer Zeitung ist eine bürgerliche regionale Gratis-Wochenzeitung aus Winterthur in der Schweiz. Sie erscheint seit dem 13. August 2002 einmal wöchentlich, jeweils am Donnerstag, in Stadt und Region Winterthur, dem Zürcher Weinland sowie im Oberen Tösstal. Sie ist eine indirekte Nachfolgerin der Winterthurer Woche, die vom Winterthurer Stadtanzeiger übernommen wurde.

## Winterthurer Zeitung ab 2002
Die Winterthurer Zeitung hat eine verbreitete Auflage von 66'027 (Vj. 87'630) Exemplaren und eine Reichweite von 77'000 (Vj. 73'000) Lesern (WEMF MACH Basic 2018-II) einschliesslich der Kopfblätter Wyland Zeitung und ilef Zeitung.
Chefredaktor ist George Stutz, Geschäftsführer Guido Helbling.
Die Winterthurer Zeitung ist die auflagenstärkste Zeitung des Verlags Swiss Regiomedia AG in Baar ZG, der in der ganzen Deutschschweiz 23 weitere Wochenzeitungen herausgibt, darunter die St. Galler Nachrichten, die Wiler Nachrichten, die Luzerner Rundschau und die Aarauer Nachrichten. Der Verlag (damals Zehnder Regiomedia AG, Wil SG) wurde zusammen mit der ebenfalls der Familie Zehnder gehörenden Zuger Woche AG, die die Zuger Woche herausgibt, im August 2017 rückwirkend auf den 1. Januar 2017 von der BaZ Holding AG (heute: Zeitungshaus AG) übernommen, der bis zu deren Übernahme durch Tamedia auch die Basler Zeitung Medien mit der Basler Zeitung gehörten.
Im Oktober 2018 wurde bekannt, dass die Zeitungshaus AG von den Zürcher Oberland Medien AG den Winterthurer Stadtanzeiger übernommen hat. Auf Anfang 2019 wurde die Zeitung in die Winterthurer Zeitung integriert; diese erscheint seither neu am Donnerstag, dem bisherigen Erscheinungstag des Winterthurer Stadtanzeigers.

## Erste und zweite Winterthurer Zeitung 1846–1848 und ab 1865
Am 16. November 1846 erschien die erste Winterthurer Zeitung unter dem Herausgeber und Redakteur Heinrich Weiss.  Dieser hatte auch als Redaktor des Landboten gearbeitet und liess die Winterthurer Zeitung zweimal wöchentlich erscheinen. Das Blatt war laut Eigenangabe «entschieden freisinnig», das Jahresabonnement kostete 26 Batzen. Am 10. April 1848 erschien die Zeitung letztmals, zwei Monate, bevor Weiss verstarb.
Ab 1865 war nochmals eine Tageszeitung gleichen Namens erschienen.